# Коїмбрський міський стадіон
Кої́мбрський міськи́й стаді́он (порт. Estádio Cidade de Coimbra, МФА: [ʃ.ˈta.di.u si.ˈda.dɨ dɨ ku.ˈĩ.bɾɐ]) — спортивний стадіон у Португалії, в місті Коїмбрі, парафії Санту-Антоніу-дуз-Олівайш. Збудований спеціально до Чемпіонату Європи з футболу 2004. Був відкритий 27 вересня 2003 р. концертом Rolling Stones, який зібрав 50 тис. глядачів. Першою офіційною грою став матч 29 жовтня 2003 року між місцевим клубом «Академікою» та лісабонською «Бенфікою». За даними сайту www.fussballtempel.net вміщує 30 210 глядачів, 210 з яких — VIP-місця. Стадіон являє собою легку конструкцію у сучасному поєднанні форм і ліній металевих структур та скляного фасаду. Східна, західна та південна трибуни складаються з двох ярусів (утворюючи єдине напівкільце), північна — має лише один ярус, проте саме тут встановлений величезний екран. Стадіон Коїмбри, як і «Магальяйш Песоа» в Лейрії, зберіг легкоатлетичні доріжки.
Стадіон належить муніципальній палаті міста Коїмбри та використовується місцевим футбольним клубом «Академікою».

## Євро-2004
Під час Чемпіонату Європи з футболу 2004 стадіон приймав два матчів за участю збірних команд Англії, Швейцарії та Франції:
| Дата      | Матч                | Рахунок | Раунд          |
| --------- | ------------------- | ------- | -------------- |
| 17 червня | Англія — Швейцарія  | 3:0     | Матч групи «B» |
| 21 червня | Швейцарія — Франція | 1:3     | Матч групи «B» |

## Галерея

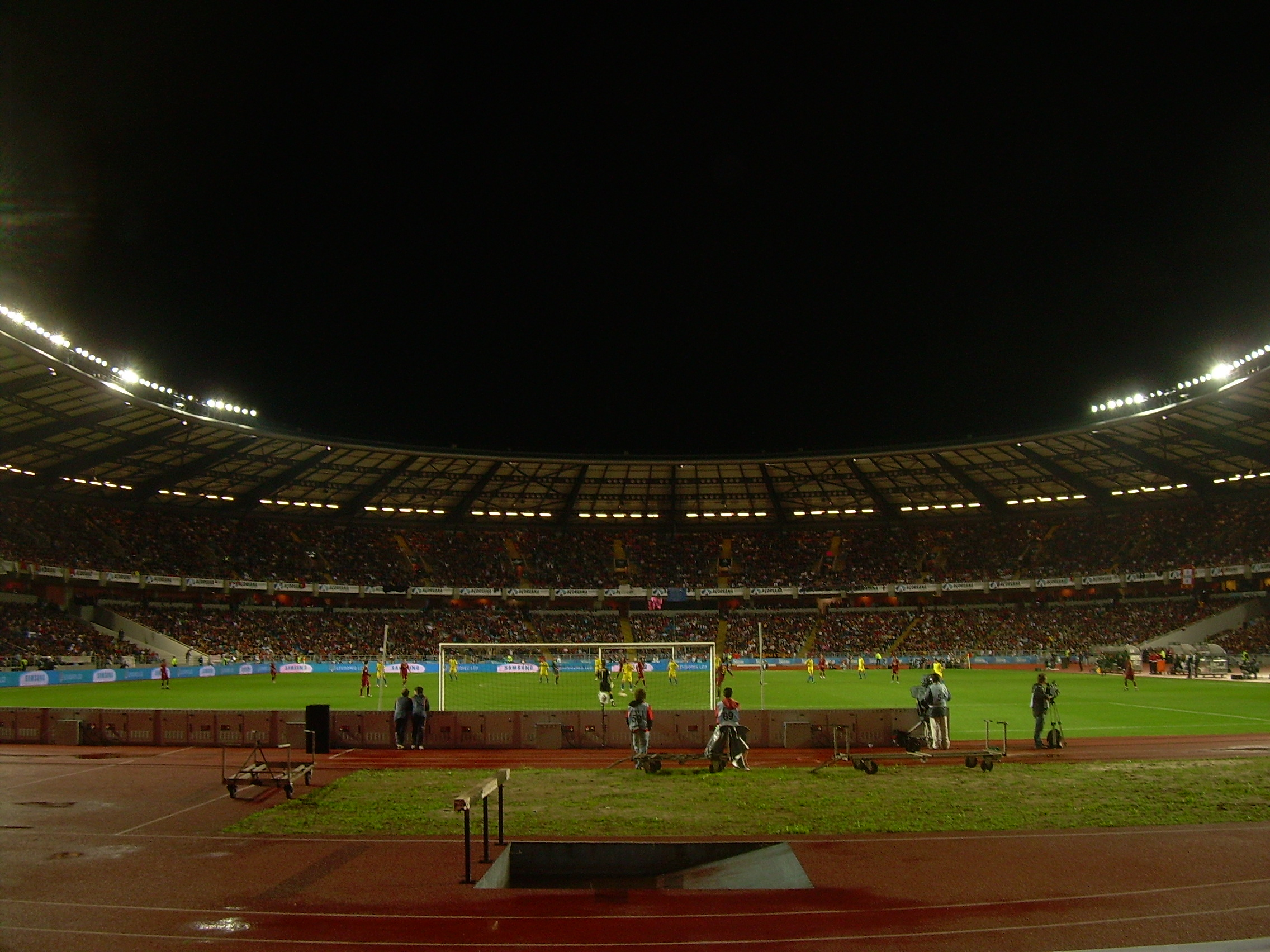
Заповнений стадіон під час гри Португалія-Казахстан
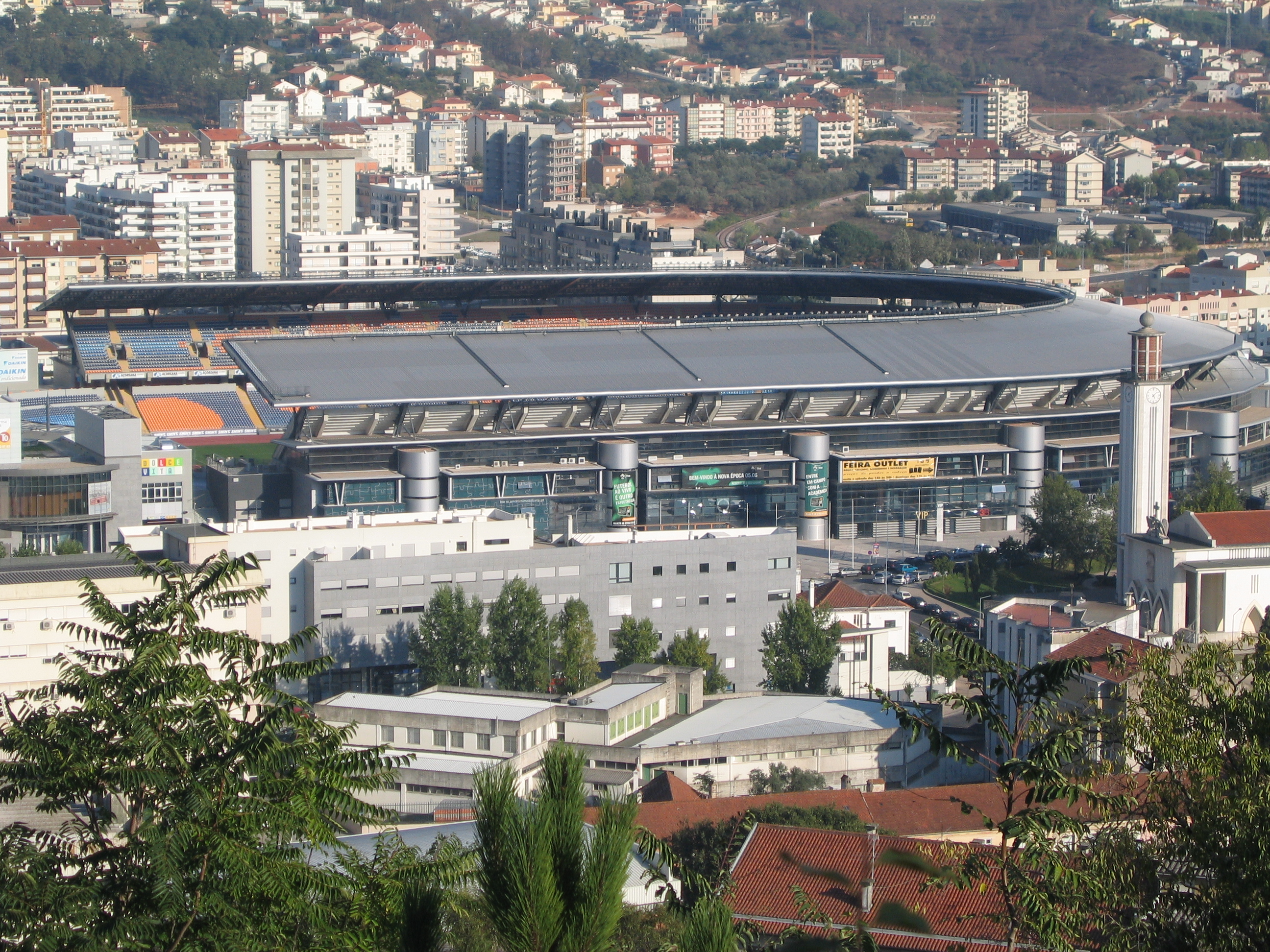
Зовнішній вигляд стадіону